# Тутор
Ту́тор (фр. tuteur, лат. захисник) — один із видів гіпсових пов'язок, призначений для іммобілізації суглоба та для фіксації кінцівки. Сучасні тутори і лонгети переважно виготовляються з легких пластичних матеріалів.
- Тутор-корсет — ортопедичний апарат для іммобілізації і розвантаження кульшового суглоба у вигляді корсета, що охоплює таз і стегно пацієнта.[3]